# 12812 Сіоні
12812 Сіоні (12812 Cioni) — астероїд головного поясу, відкритий 14 лютого 1996 року.
Тіссеранів параметр щодо Юпітера — 3,503.